# Mannschaftskader der I liga (Schach) 1970
Die Liste der Mannschaftskader der I liga (Schach) 1970 enthält (soweit bekannt) alle Spieler, die in der I liga der polnischen Mannschaftsmeisterschaft im Schach 1970 mindestens einmal eingesetzt wurden, mit ihren Ergebnissen.

## Allgemeines
Punktbester Spieler war Aleksander Sznapik (Maraton Warszawa) mit 9,5 Punkten aus 11 Partien. Andrzej Adamski (Maraton Warszawa) erreichte 9 Punkte aus 11 Partien, Lutosław Manasterski (Hetman Wrocław), Bogdan Pietrusiak (Lech Poznań) und Krystyna Radzikowska (Start Katowice) je 8 Punkte aus 11 Partien.

## Legende
Die nachstehenden Tabellen enthalten folgende Informationen:
- Nr.: Ranglistennummer; ein zusätzliches "J" bezeichnet Jugendliche, ein zusätzliches "W" Frauen
- Titel: FIDE-Titel zum Zeitpunkt des Turniers; IM = Internationaler Meister, WIM = Internationale Meisterin der Frauen
- Pkt.: Anzahl der erreichten Punkte
- Partien: Anzahl der gespielten Partien

## KS Maraton Warszawa
| Nr. | Titel | Name                     | Pkt. | Partien |
| --- | ----- | ------------------------ | ---- | ------- |
| 1   |       | Stefan Witkowski         |      |         |
| 2   |       | Romuald Grąbczewski      |      |         |
| 3   |       | Roman Dworzyński         |      |         |
| 4   |       | Stefan Brzózka           |      |         |
| 5   |       | Andrzej Adamski          | 9    | 11      |
| 6   |       | Marian Kwieciński        |      |         |
| 7   |       | Wojciech Zabierzański    |      |         |
| J1  |       | Aleksander Sznapik       | 9,5  | 11      |
| W1  |       | Elżbieta Kowalska-Lipska |      |         |

## MKS Start Lublin
| Nr. | Titel | Name                 | Pkt. | Partien |
| --- | ----- | -------------------- | ---- | ------- |
| 1   |       | Krzysztof Pytel      |      |         |
| 2   |       | Krzysztof Zakrzewski |      |         |
| 3   |       | Sławomir Wach        |      |         |
| 4   |       | Tadeusz Lipski       |      |         |
| 5   |       | Zdzisław Wojcieszyn  |      |         |
| 6   |       | Zenon Gosek          |      |         |
| 7   |       | Henryk Dobosz        |      |         |
| J1  |       | Jerzy Kraśkiewicz    |      |         |
| W1  |       | Bożena Pytel         |      |         |

## KS Start Katowice
| Nr. | Titel | Name                 | Pkt. | Partien |
| --- | ----- | -------------------- | ---- | ------- |
| 1   |       | Henryk Śliwiński     |      |         |
| 2   |       | Adam Dzięciołowski   |      |         |
| 3   |       | Zygmunt Kloza        |      |         |
| 4   |       | Wiktor Balcarek      |      |         |
| 5   |       | Wacław Łuczynowicz   | 7    | 8       |
| 6   |       | Stefan Kipiński      |      |         |
| J1  |       | Jacek Bielczyk       |      |         |
| W1  | WIM   | Krystyna Radzikowska | 8    | 11      |

## MZKS Pocztowiec Poznań
| Nr. | Titel | Name                    | Pkt. | Partien |
| --- | ----- | ----------------------- | ---- | ------- |
| 1   | IM    | Włodzimierz Schmidt     | 5,5  | 11      |
| 2   |       | Przemysław Ereński      |      |         |
| 3   |       | Julian Gralka           |      |         |
| 4   |       | Marian Nowacki          |      |         |
| 5   |       | Adam Mięsowicz          |      |         |
| 6   |       | Eugeniusz Półtorak      |      |         |
| 7   |       | Adam Wiland             |      |         |
| J1  |       | Włodzimierz Kruszyński  |      |         |
| W1  |       | Hanna Ereńska-Radzewska |      |         |

## KKS Lech Poznań
| Nr. | Titel | Name               | Pkt. | Partien |
| --- | ----- | ------------------ | ---- | ------- |
| 1   | IM    | Zbigniew Doda      | 6    | 11      |
| 2   |       | Bogdan Pietrusiak  | 8    | 11      |
| 3   |       | Ryszard Bernard    | 7    | 11      |
| 4   |       | Ignacy Nowak       | 6,5  | 11      |
| 5   |       | Czesław Kędziora   | 2    | 8       |
| 6   |       | Bolesław Rożański  | 6    | 9       |
| 7   |       | Tadeusz Zieliński  | 1,5  | 3       |
| 8   |       | Bolesław Musiał    | 1    | 2       |
| J1  |       | Kajetan Przysiecki | 1,5  | 9       |
| J2  |       | Marcin Bernat      | 0    | 2       |
| W1  |       | Kamila Dembecka    | 6,5  | 11      |

## KKS Hetman Wrocław
| Nr. | Titel | Name                  | Pkt. | Partien |
| --- | ----- | --------------------- | ---- | ------- |
| 1   |       | Lutosław Manasterski  | 8    | 11      |
| 2   |       | Władysław Pojedziniec |      |         |
| 3   |       | Zbigniew Terlecki     |      |         |
| 4   |       | Czesław Błaszczak     | 5,5  | 8       |
| 5   |       | Jerzy Łaszkiewicz     |      |         |
| 6   |       | Z. Marcinkiewicz      |      |         |
| J1  |       | Kazimierz Szydłowski  |      |         |
| J2  |       | Wiesław Stolarski     |      |         |
| W1  |       | Apolonia Litwińska    | 9    | 10      |

## SKS Start Łódź
| Nr. | Titel | Name                | Pkt. | Partien |
| --- | ----- | ------------------- | ---- | ------- |
| 1   |       | Andrzej Łuczak      |      |         |
| 2   |       | Wiktor Matkowski    |      |         |
| 3   |       | Horst Podolski      |      |         |
| 4   |       | Jan Gadaliński      |      |         |
| 5   |       | Ryszard Wolny       |      |         |
| 6   |       | Ryszard Zgorzelski  |      |         |
| 7   |       | Mirosław Poszwiński |      |         |
| J1  |       | Bogdan Redlich      |      |         |
| W1  |       | Anna Hellwig        |      |         |

## WKSz Legion Warszawa
| Nr. | Titel | Name                  | Pkt. | Partien |
| --- | ----- | --------------------- | ---- | ------- |
| 1   |       | Jan Adamski           | 7,5  | 9       |
| 2   |       | Andrzej Filipowicz    | 3,5  | 8       |
| 3   |       | Janusz Szukszta       | 4    | 7       |
| 4   |       | Stanisław Gawlikowski | 4,5  | 8       |
| 5   |       | Marek Fijałkowski     | 1,5  | 3       |
| 6   |       | Anatol Łokasto        | 6    | 11      |
| 7   |       | Zygmunt Burakowski    | 2,5  | 4       |
| 8   |       | Leon Tomaszewicz      | 1,5  | 3       |
| 9   |       | Andrzej Kociszewski   | 2    | 7       |
| 10  |       | Krzysztof Hordyński   | 5    | 6       |
| J1  |       | Janusz Vobożil        | 4,5  | 8       |
| J2  |       | Włodzimierz Łozicki   | 0,5  | 3       |
| W1  |       | Małgorzata Sztyren    | 1,5  | 8       |
| W2  | WIM   | Mirosława Litmanowicz | 0,5  | 1       |
| W3  |       | Barbara Gos           | 1    | 2       |

## GKS Dąb Katowice
| Nr. | Titel | Name                   | Pkt. | Partien |
| --- | ----- | ---------------------- | ---- | ------- |
| 1   |       | Ryszard Drozd          |      |         |
| 2   |       | Henryk Fabian          |      |         |
| 3   |       | Henryk Fronczek        |      |         |
| 4   |       | Stanisław Kornasiewicz |      |         |
| 5   |       | Jerzy Pilot            |      |         |
| 6   |       | Emil Olej              |      |         |
| 7   |       | Henryk Reinsz          |      |         |
| 8   |       | Henryk Buczinski       |      |         |
| J1  |       | Kazimierz Zowada       |      |         |
| J2  |       | Andrzej Waniek         |      |         |
| W1  |       | Sylwia Grzegorzek      |      |         |
| W2  |       | Danuta Fedynkiewicz    |      |         |

## KS Hutnik Nowa Huta
| Nr. | Titel | Name                  | Pkt. | Partien |
| --- | ----- | --------------------- | ---- | ------- |
| 1   | IM    | Jerzy Kostro          |      |         |
| 2   |       | Ryszard Gąsiorowski   |      |         |
| 3   |       | Kazimierz Steczkowski |      |         |
| 4   |       | Stanisław Porębski    |      |         |
| 5   |       | Józef Lesiak          |      |         |
| 6   |       | Tadeusz Maczek        |      |         |
| 7   |       | Zbigniew Nagrocki     |      |         |
| J1  |       | Jan Ozga              |      |         |
| W1  |       | Maria Gąsiorowska     |      |         |

## KS Start Wrocław
| Nr. | Titel | Name                  | Pkt. | Partien |
| --- | ----- | --------------------- | ---- | ------- |
| 1   |       | Benedykt Serwiński    |      |         |
| 2   |       | Zdzisław Kwaśniewski  |      |         |
| 3   |       | Janusz Śledziewski    |      |         |
| 4   |       | Tadeusz Drelinkiewicz |      |         |
| 5   |       | Witold Bielecki       |      |         |
| 6   |       | Ryszard Grossmann     |      |         |
| 7   |       | Krzysztof Lembke      |      |         |
| 8   |       | Ryszard Więckowski    |      |         |
| J1  |       | Andrzej Maciejczak    |      |         |
| W1  |       | Janina Rybarska       |      |         |

## GKS Olimpia Piekary Śląskie
| Nr. | Titel | Name             | Pkt. | Partien |
| --- | ----- | ---------------- | ---- | ------- |
| 1   |       | Eugeniusz Ledwoń |      |         |
| 2   |       | Czesław Leśnik   |      |         |
| 3   |       | Jan Widera       |      |         |
| 4   |       | Herbert Kubiczek |      |         |
| 5   |       | Zenon Sołek      |      |         |
| 6   |       | J. Morgała       |      |         |
| J1  |       | Józef Włoczek    |      |         |
| W1  |       | Maria Scholl     |      |         |